# خليل المومني
خليل المومني التجكاني (1 يوليو 1941 - نوفمبر 2020)، هو إمام سُني مغربي كان يخطب في مسجد النصر في غرب روتردام. كان في قلب الجدل بسبب حديثه العلني عن تحريم المثلية الجنسية كما تنص الشريعة الإسلامية، الأمر الذي جعله في صراع مع السياسي الهولندي اليميني بيم فورتوين عام 2001.
توفي في شهر نوفمبر 2020 بمدينة وجدة بسبب مرض فيروس كورونا.

## من مؤلفاته
- كتاب: الخطب البدرية